# SN 1991ae
SN 1991ae – supernowa typu IIn odkryta w maju 1991 roku w galaktyce M+11-19-18. W momencie odkrycia miała maksymalną jasność 17,00m.